# Kuwaron
Kuwaron is een bestuurslaag in het regentschap Grobogan van de provincie Midden-Java, Indonesië. Kuwaron telt 8307 inwoners (volkstelling 2010).